# Droga krajowa B104 (Niemcy)
Droga krajowa 104 (niem. Bundesstraße 104, B 104) – niemiecka droga krajowa przebiegająca  z zachodu na wschód od skrzyżowania z drogą B75 w Lubece w Szlezwiku-Holsztynie do granicy z Polską koło Linken w Meklemburgii-Pomorzu Przednim.

## Miejscowości leżące przy B104

### Szlezwik-Holsztyn
Lubeka

### Meklemburgia-Pomorze Przednie
Selmsdorf, Schönberg, Roduchelstorf, Rehna, Nesow, Gadebusch, Lützow, Schwerin, Rampe, Cambs, Brahlstorf, Kleefeld, Brüel, Weitendorf, Sternberg, Witzin, Mühlengeez, Bülower Burg, Güstrow, Kleuß, Vietgest, Lalendorf, Raden, Teterow, Niendorf, Neu Panstorf, Remplin, Malchin, Stavenhagen, Ritzerow, Rosenow, Chemnitz, Weitin, Neubrandenburg,Küssow, Sponholz, Pragsdorf, Cölpin, Alt-Käbelich, Petersdorf, Canzow, Woldegk, Mildenitz, Carlslust, Strasburg (Uckermark), Louisfelde, Papendorf, Pasewalk, Polzow, Zerrenthin, Rossow, Löcknitz, Bismark, Linken.